# Encinas Reales
Encinas Reales er en by og kommune i det sydlige Spanien i provinsen Córdoba. Den har et indbyggertal på 2.234 (2024) indbyggere.